# Gauthier
Gauthier es un municipio canadiense situado en la provincia de Ontario.

## Superficie
Gauthier tiene una superficie de 87,98 km².

## Demografía
En 2021, tenía 151 habitantes, una densidad poblacional de 1,7 hab./km², y 73 viviendas.